# Moped

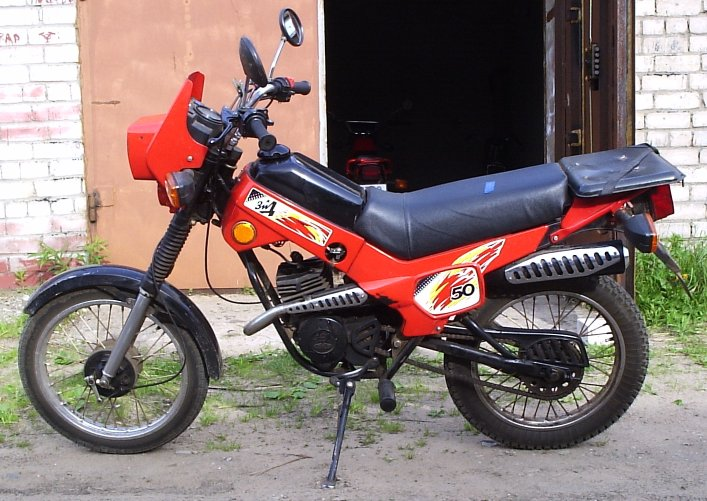
Den ryska mopeden ZiD-50 "Pilot"

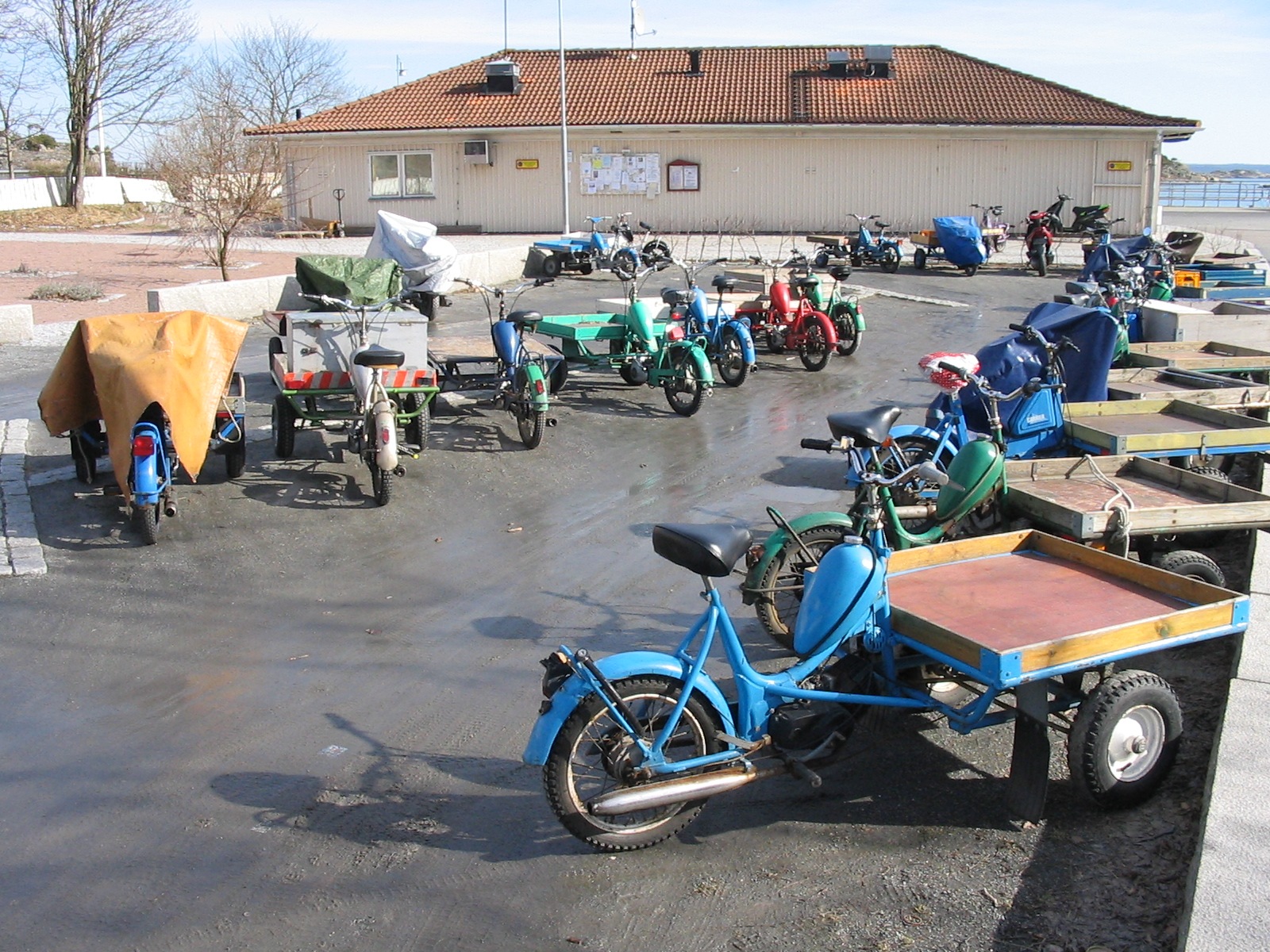
Flakmopeder uppställda på Styrsö i Göteborgs skärgård.

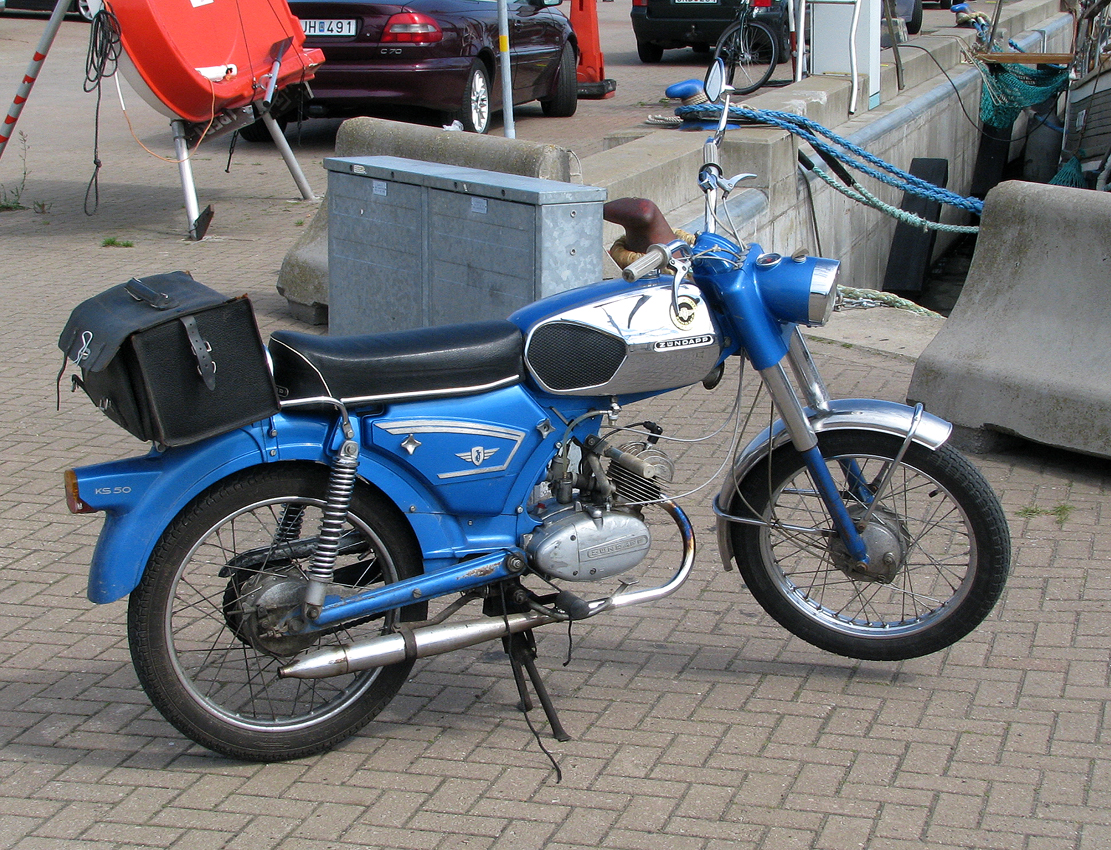
En klassiker från 1970-talet, Tyska Zündapp KS50.

Moped,  (av motor och pedal, se etymologi) cykel med motor, populärt kallad moppe, är ett två-, tre-, eller fyrhjuligt motorfordon.
De tidigaste mopederna utvecklades i början av 1950-talet, och var då oftast cyklar med så kallade påhängsmotorer ("mopedcyklar"), ofta så kallade enpetare (det vill säga moped med endast en växel), av säkerhetsskäl också försedda med dubbla bromsar. Föregångare var de likartade fordon med oftast 98cc-motorer som var mycket populära på 1920- och 1930-talen, kallade lättviktare. I samband med mopedens introduktion (via lagstiftning) kan man säga att lättviktaren delades upp i två spår, mopeden och den nya lättviktaren, som nu fick väga 75 kg (de äldre hade en maxviktsgräns om endast 45 kg). Moped  har sedermera delats upp  i två klasser. Klass 1 (EU-moped) och  klass  2 (äldre ”30-moppe” klassas även som klass 2), se nedan. Fordonstypen moped, som tidigare var befriad från körkort har numera, åtminstone för de yngre, fått krav på att förare skall ha erforderligt körkort eller förarbevis. För förare som  saknar erforderligt  körkort eller förarbevis har elcykel blivit ett alternativt fordon.

## Mopeder i Europa

### Regler i Sverige
Reglerna som visas är från Sverige, men en harmonisering finns idag inom EU vilket gör att dessa liknar varandra inom hela EU.

#### Moped klass 1
Hastighet på väg får ej överstiga 45 km/t. Skall för att få framföras på allmän väg vara registrerad och ha registreringsskylt. Får framföras av person som fyllt 15 år och innehar körkort med minst klass AM. Max motoreffekt är 4 kW (= 5,44 hk). Klass I-mopeden kallas ofta för EU-moped.

#### Moped klass 2
Konstruerad för en hastighet av högst 25 km/t med en motor vars effekt inte överstiger 1 kilowatt. Det krävs inget körkort eller förarbevis för att köra en sådan om man har fyllt 15 år före den 1 oktober 2009. Blir man 15 år efter den 30 september 2009 krävs det att man minst har ett förarbevis för moped klass II.

#### Moped klass 2 med typintyg som är utfärdat före 2003-06-17
Maxhastighet 30 km/t och max motoreffekt är 1 hk (= 0,74 kW).
Alla mopeder måste, för att få framföras på väg, vara trafikförsäkrade. Den 1 september 1978 införde Sverige lag om att bära hjälm vid mopedkörning. Denna regel gäller idag inom hela EU.
På grund av ökande antal olyckor bland ungdomar som kör moped, infördes det från och med den 1 oktober 2009 körkort (klass AM) för moped klass 1. De som sedan tidigare hade förarbeviset för klass I fick detta utbytt mot ett körkort klass AM. (Se: korkortsportalen.se för mer info)

### Finland
I Finland kan moped alltid köras med en körkort av m-klass, som kan tas från man fyllt 15 år. På Åland fick man även köra moped med traktorkort. Personer födda före 1985 kan köra moped utan licens. Före EU var den högsta konstruktiva hastigheten 40 km/t och massan högst 60 kg. Enligt EU-harmonisering har en moped i kategori L1e en största konstruktiv hastighet 45 km/t och en motor med en slagvolym om högst 50 cm³. Efter EU-medlemskap kom också en definition för "moped med låg effekt" vars högsta konstruktiva hastighet är 25 km/t och vars motor har en största nettoeffekt om högst 1 kW.

## Mopeder i övriga världen

### USA
I USA slog mopeder igenom under 1970-talet, och blev populära i samband med de då rådande energikriserna. Efter bland annat lobbying genomförde 30 av USA:s delstater klassificering av mopeder, och 1977 fanns omkring 250 000 mopedägare i USA.

## Historik
Den 23 maj 1952 kom beslutet att så kallad cykel med hjälpmotor skulle undantas från krav på körkort, registrering och fordonsskatt. Lagändringen började gälla den 1 juli samma år. Det nya fordonet kom snart att kallas moped. Från den 1 juli 1961 kunde mopeden förses med kickstart och fotstöd, som ersatte de tidigare pedalerna. En föregångare var de så kallade lättviktarna, trampförsedda lätta motorcyklar med 98 cc motor.
Ursprungligen var den maximalt tillåtna hastigheten för en svensk moped 30 kilometer i timmen, och åldersgränsen var 15 år. De mopeder av denna typ som finns kvar i dag (med typintyg utfärdat före den 17 juni 2003) anses tillhöra klass 2. Sedan den 17 juni 2003 får endast mopeder tillhörande klass I och 1 (klass 2 = EU25) köpas som nya. Mopeder tillhörande klass 2 (30-mopeder) får dock köpas och säljas begagnade.

## Trimning
Med trimning avses i allmänhet åtgärder för att öka mopedens hastighet. En moped som trimmats så att dess hastighet överstiger den tillåtna, betraktas i lagens mening som lätt motorcykel och får ej framföras utan registreringsbesiktning, motorcykelkörkort och dito försäkring. Undantag görs för områden som inhägnats för ändamålet.
Lätt motorcykel får ha en motoreffekt av max 11 kW (= 14,9 hk).

## Etymologi
Ordet moped myntades 1952 av Harald Nielsen, en svensk motorjournalist för tidskriften Motor med texten:
"MOTOR lanserar här ordet moped. Det karakteriserar fordonet exakt*) - motor och pedaler. Är det en motorcykel med hjälppedaler eller en pedalcykel med hjälpmotor? *) Benämningen 'moped' är MOTORs egen ordkonstruktion, inte författarens."
 Det kommer av en sammanslagning av orden mo(tor) och ped(al) och är alltså inte ett teleskopord av motor och velociped, vilket många tror. Motorvelociped finns väldokumenterat långt före 1952 som synonymt med motorcykel. Ordets etymologiska ursprung (motor + pedaler) är ovanligt väldokumenterad, dels genom den explicita introduktionen 1952, dels genom olika språkvetares hänvisningar till den.
Ordet moped har sedan lånats in i flera andra språk, till exempel engelska,  tyska, norska och finska. På danska heter moped knallert, men före 1976 användes inom den danska Færdselsloven beteckningen cykel med hjælpemotor om mopeder.